# Dialogpost Manager
Der Dialogpost Manager ist die offizielle Software der Deutschen Post AG zur Portooptimierung und Versandvorbereitung von Mailings. Bis 31. Dezember 2015 hieß die Software Infopost Manager.
Die Software bietet Anredengenerierung, Anschriftenüberprüfung, Dublettenabgleich, Portooptimierung auf Grundlage der Bestimmungen der Deutschen Post AG sowie ein Seriendruckmodul. Alle zur Einlieferung erforderlichen Unterlagen werden automatisch erstellt. Die vom Postkunden erbrachte Vorsortierung wird durch ermäßigte Portosätze honoriert.
Die Produkte Dialogpost national und international, Postwurfspezial, Briefe zum Kilotarif und Dialogpost Schwer sowie Teilleistungen können mit dem Dialogpost Manager für den Versand vorbereitet werden. Sämtliche Freimachungsarten inkl. DV-Freimachung stehen ebenfalls zur Verfügung.